# Сумка СМВ
Сумка СМВ (сумка медицинская войсковая) — предназначена для оказания первой медицинской помощи 30 раненым и пораженным. Является оснащением санитара, водителя-санитара, санитара-носильщика и санитара-стрелка. Медицинские средства профилактики, оказания помощи и лечения пораженным ОВ и ИИ, содержащиеся в сумках и комплектах войсковой медицинской службы (СМС, СМВ, ВФ, УТ и т. п.) Является штатным средством медицинской службы ВС РФ, и ряда аналогичных подразделений внутренних войск и ГО и ЧС. 

## Комплектация
- афин (1 мл в шприц-тюбике) — 10 штук;
- сиднокарб (0,01 г в таблетках, 50 штук в упаковке) — 2 упаковки;
- антициан (20%-ный раствор 1 мл в ампуле) — 10 ампул;
- П-10 М (0,2 г в таблетке, 2 штуки в упаковке) — 3 упаковки;
- феназепам (0,0005 г в таблетках, 50 штук в упаковке) — 1 упаковка;
- цистамин (0,2 г в таблетках, 6 штук в упаковке) — 20 упаковок;
- этаперазин (0,006 г в таблетках, покрытых оболочкой, 5 штук в упаковке) — 3 упаковки;
- доксициклина гидрохлорид (0,1 г активного вещества в капсулах, 10 штук в упаковке) — 5 упаковок;

- нашатырный спирт в ампулах с оплёткой;
- сода;
- кофеин;

- амидопирин;
- эуфиллин в таблетках;

- трубка дыхательная ТД-1;

- перевязочный материал;

- жгут кровоостанавливающий;
- блокнот;
- карандаш;
- нож садовый.

Средства уложены в чехол «СМВ» объёмом 0,015 м³.

## Применение
Комплект предназначен для оказания первой медицинской помощи непосредственно на поле боя, или в очагах массовых санитарных потерь, при стихийных бедствиях, техногенных катастрофах, терактах, применении оружия массового поражения. Обеспечивает временную остановку кровотечения, обработку окружности ран, наложение первичных повязок на раны и ожоговые поверхности, профилактику раневой инфекции и поражений ионизирующими излучениями и отравляющими веществами, снятие резких болей при травмах и ожогах, повышение психической и физической работоспособности, купирование и снятие психических и психомоторных возбуждений и напряжений, выведение из обморочного состояния, предупреждение рвоты, промывание слизистых оболочек глаз и верхних дыхательных путей, а также проведение искусственного дыхания и измерение температуры тела. 
Садовый нож предназначен для обрезки бинтов, вскрытия различных упаковок.